# 377 av. J.-C.
Cette page concerne l'année 377 av. J.-C. du calendrier julien proleptique.

## Événements
- Février-mars : Athènes forme une nouvelle confédération maritime (symmachie) contre Sparte, accordant liberté et autonomie aux cités alliées parmi lesquelles Andros, Chios, Byzance et Lesbos (fin en 357 av. J.-C.)[1].
- Printemps : nouvelle expédition d’Agésilas II de Sparte contre Thèbes ; il ravage les campagnes à l’est de Thèbes jusqu’à Tanagra à partir de Platée ; il menace Thèbes, dégarnie par ses défenseurs qui se sont lancés à ses trousses, mais il est arrêté par l’intervention de Chabrias qui met ses soldats en position de défense[2].
- 31 juillet du calendrier romain[3] : entrée en charge à Rome de tribuns militaires à pouvoir consulaire : Lucius Aemilius, Publius Valerius, Caius Veturius, Servius Sulpicius, Lucius Quinctius Cincinnatus Capitolinus, Caius Quinctius Cincinnatus. Aemilius et Valerius battent l’alliance des Volsques et les Latins révoltés près de Satricum. Les vaincus se réfugient à Antium, mais après que l’armée romaine ait ravagé la campagne, sont expulsés par les habitants de la ville qui se rallient à Rome. Après avoir incendié Satricum, les Latins s’emparent de Tusculum mais la ville est reconquise par l’armée romaine[4].
- Fin de l’été, guerre gréco-punique : le général carthaginois Magon est vaincu et tué à Cabala par Denys de Syracuse[5].
- Crotone se soumet à Denys l'Ancien[6].
- Mausole devient satrape de Carie[6] (fin en 353 av. J.-C.). Il embellit sa capitale Halicarnasse.

## Décès
- Hécatomnos, satrape de Carie.
- Hippocrate, médecin grec.